# Loncfélék
A loncfélék (Caprifoliaceae) a mácsonyavirágúak (Dipsacales) rendjének egy növénycsaládja.

## Rendszerezés
Mióta a Dipsacales molekuláris genetikai vizsgálata megkezdődött, a rend családjai közötti határok megváltoztak. Régen sok apró család tartozott a rendbe, amiket aztán a Caprifoliaceae sl. alatt vontak össze.
Az APG III a Caprifoliaceae-be sorolja az addig önálló Diervillaceae, Dipsacaceae, Linnaeaceae, Morinaceae és Valerianaceae családokat. Ezt egyes körök, mint a Charles C. Bell vezette munkacsoport (New Orleans-i Egyetem, Biológiai Osztály) nem támogatják, önálló családoknak tartanák meg, különösen a Valerianaceae-t.
A Caprifoliaceae sensu lato családba 7 alcsaládot és mintegy 40 nemzetséget sorolnak (egyes rendszertanok alcsaládok helyett nemzetségcsoportokat különböztetnek meg):
- loncformák (Caprifolioideae) alcsaládja (vagy Caprifolieae nemzetségcsoport)
  - fácánbogyó (Leycesteria Wall.): mintegy 6 faj.
  - lonc (Lonicera L.): kb. 135-180 faj.
  - Triosteum L.: mintegy 6 faj.
- Diervilloideae alcsalád (vagy Diervilleae nemzetségcsoport)
  - sárgalonc (Diervilla Mill.): mintegy 3 faj.
  - rózsalonc (Weigela Thunb.): mintegy 10 faj.
- Linnaeoideae alcsalád (vagy Linnaeeae nemzetségcsoport)
  - abélia (Abelia R.Br.): mintegy 30 faj.
  - Diabelia Landrein[2]
  - pajzsoslonc (Dipelta Maxim.): mintegy 4 faj.
  - hétvirágúcserje (Heptacodium Rehder): egyetlen faj:
    - kínai hétvirágúcserje (Heptacodium miconioides Rehder): Hubei kínai tartományban endemikus.

  - Kolkwitzia Graebn.: egyetlen faj:
    - Kínai viráglonc (Kolkwitzia amabilis Graebn.)

  - Linnaea Gronov. ex L.: egyetlen faj:
    - Linnaea borealis L.

  - hóbogyó (Symphoricarpos Duhamel): mintegy 18 faj és hibrid.
  - Zabelia (Rehder) Makino
- Morinoideae alcsalád (vagy Morineae nemzetségcsoport)
  - Acanthocalyx (DC.) Tiegh.
  - Cryptothladia (Bunge) M.J.Cannon
  - Morina L.
- mácsonyaformák alcsaládja (vagy Dipsaceae nemzetségcsoport)
  - Bassecoia B.L.Burtt
  - Cephalaria Roem. & Schult.: mintegy 65 faj.
  - mácsonya (Dipsacus L.)
  - varfű (Knautia L.): mintegy 60 faj.
  - Lomelosia Raf.
    - Lomelosia sphaciotica
    - Lomelosia albocincta
    - Lomelosia minoana

  - Pseudoscabiosa Devesa
  - Pterocephalidium G.López
  - Pterocephalodes V.Mayer & Ehrend.
  - Pterocephalus Adans.
  - ördögszem (Scabiosa L.): mintegy 80 faj.
  - Sixalis Raf.
  - ördögharaptafű (Succisa Haller)
  - Succisella Beck
- macskagyökérformák alcsaládja (vagy Valerianeae nemzetségcsoport)
  - sarkantyúvirág (Centranthus DC.)
  - Fedia Gaertn.
  - Nardostachys DC.
  - Patrinia Juss.
  - Plectritis (Lindl.) DC.
  - Pseudobetckea (Höck) Lincz.
  - macskagyökér (Valeriana L.): 150-250 faj.
  - galambbegy (Valerianella Mill.): mintegy 80 faj.
- incertae sedis (vagy Triosteae nemzetségcsoport)
  - Triplostegia Wall. ex DC.